# Zezé Di Camargo & Luciano (álbum de 2002)
Zezé Di Camargo & Luciano é o décimo quarto álbum de estúdio da dupla sertaneja brasileira Zezé Di Camargo & Luciano, lançado em 2002. Reúne os sucessos "A Ferro e Fogo", "Sufocado" e "Preciso de Um Tempo". Receberam sua terceira indicação e venceram pela primeira vez o Grammy Latino.Esse álbum já passa dos 1 milhão e 200 mil discos vendidos.
Nas primeiras tiragens do CD, foi incluída uma amostra grátis do perfume "Amor Selvagem", lançado pela dupla naquele ano.

## Faixas
| N.º | Título                 | Compositor(es)                                                                          | Duração |  |
| 1.  | "Preciso de Um Tempo"  | Zezé Di Camargo                                                                         | 4:34    |  |
| 2.  | "Aonde Você Foi Parar" | Maurício Gasperini /Juno / Mauro Gasperini                                              | 3:30    |  |
| 3.  | "Baby Come Back"       | César Augusto / Piska                                                                   | 4:23    |  |
| 4.  | "Chamando Seu Nome"    | Tivas / Paulinho Levi                                                                   | 4:26    |  |
| 5.  | "Sou Assim"            | Zezé Di Camargo                                                                         | 4:05    |  |
| 6.  | "Balançou"             | Antonio Luis / Cecílio Nena                                                             | 3:43    |  |
| 7.  | "Eu Era Assim"         | César Augusto / Piska                                                                   | 3:45    |  |
| 8.  | "Imprevisível"         | Zezé Di Camargo                                                                         | 3:28    |  |
| 9.  | "A Ferro e Fogo"       | Vinícius / João Victor / Waléria Leão                                                   | 3:43    |  |
| 10. | "Rio e Nova York"      | Carlos Randall / Danimar                                                                | 3:45    |  |
| 11. | "Um Dia Mais"          | César Augusto / Piska                                                                   | 4:07    |  |
| 12. | "Só Amor Pra Ela"      | Zezé Di Camargo                                                                         | 2:47    |  |
| 13. | "Conflito"             | Zezé Di Camargo / Wellington Camargo                                                    | 4:10    |  |
| 14. | "Sufocado (Drowning)"  | Linda Thompson / Andreas Carlsson / Rami Yacoub (versão: César Augusto / Bozzo Baretti) | 4:27    |  |
| 15. | "Coração de Vidro"     | Darci Rossi / Alexandre                                                                 | 3:15    |  |

- A faixa "Um Dia Mais" foi tema da novela Jamais Te Esquecerei, do SBT, exibida em 2003.

## Certificações
| Brasil (Pro-Música Brasil)                | Diamante | 2002 | 1.200.000 |
| *número de vendas baseado na certificação |          |      |           |